# Albert Gustaf Dahlman

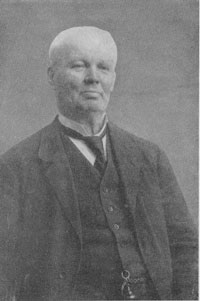
Albert Gustaf Dahlman

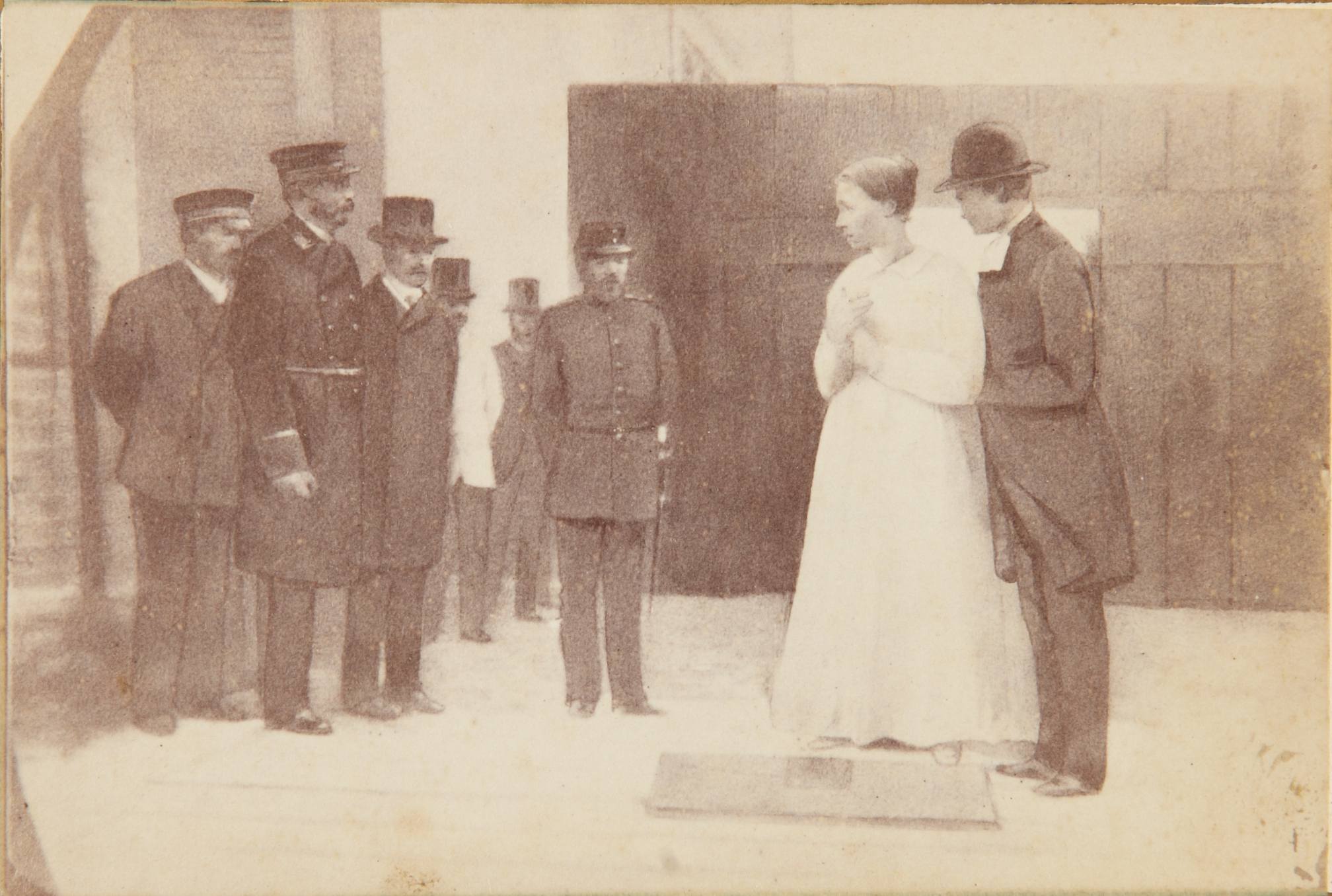
Fotografia z egzekucji Anny Månsdotter - kat Dahlman stoi najdalej na lewo

Albert Gustaf Dahlman, urodzony jako Anders Gustaf Dalman (ur. 17 lutego 1848 w Norberg, zm. 30 lipca 1920 w Sztokholmie) – szwedzki kat państwowy, który wykonał ostatnie wyroki śmierci w tym kraju, przed ich oficjalnym zniesieniem.
Po odbyciu służby wojskowej w Västmanlands regemente (z której odszedł w randze kaprala), został zatrudniony przez władze jako kat stolicy kraju Sztokholmu (szw. Stockholms stads skarprättare). Stanowisko to objął 5 sierpnia 1885.
Kiedy Per Petter Christiansson Steineck wyemigrował do Stanów Zjednoczonych, Dahlman został jedynym katem w Szwecji.
Wykonał sześć ostatnich egzekucji w historii Szwecji, z czego pięć poprzez ścięcie toporem (taka była urzędowa metoda odbierania życia w majestacie prawa), a ostatnią na gilotynie, kiedy zastąpiono nią topór:
1. 7 sierpnia 1890 – Anna Månsdotter (ostatnia kobieta stracona w Szwecji) w Kristianstad
2. 17 marca 1893 – Per Johan Pettersson w Gävle
3. 5 lipca 1900 – Julius Sallrot w Karlskrona
4. 23 sierpnia 1900 – Lars Nilsson w Malmö
5. 10 grudnia 1900 – John Filip Nordlund w Västerås (ostatnia poprzez ścięcie toporem)
6. 23 września 1910 – Johan Alfred Ander w Sztokholmie (jedyna na gilotynie i ostatnia w ogóle)

W czasie ostatnich dziesięciu lat życia Dahlman nie był wzywany do żadnej egzekucji. W roku jego śmierci została ona oficjalnie zniesiona za przestępstwa cywilne (w 1976 za wojskowe, choć i tu nie wykonano żadnej)